# Роберт Леєсен
Роберт Леєсен (нід. Robert Lijesen, 5 лютого 1985) — нідерландський плавець.
Учасник Олімпійських Ігор 2008 року.
Призер Чемпіонату світу з плавання на короткій воді 2008 року.
Призер Чемпіонату Європи з водних видів спорту 2008 року.